# Dudulajce
Dudulajce (em cirílico: Дудулајце) é uma vila da Sérvia localizada no município de Merošina, pertencente ao distrito de Nišava. Sua população era de 309 habitantes segundo o censo de 2011.

## Demografia
| 1948 | 1953 | 1961 | 1971 | 1981 | 1991 | 2002 | 2011 |
| ---- | ---- | ---- | ---- | ---- | ---- | ---- | ---- |
| 721  | 747  | 693  | 611  | 526  | 464  | 361  | 309  |